# Orden av nationella hedern

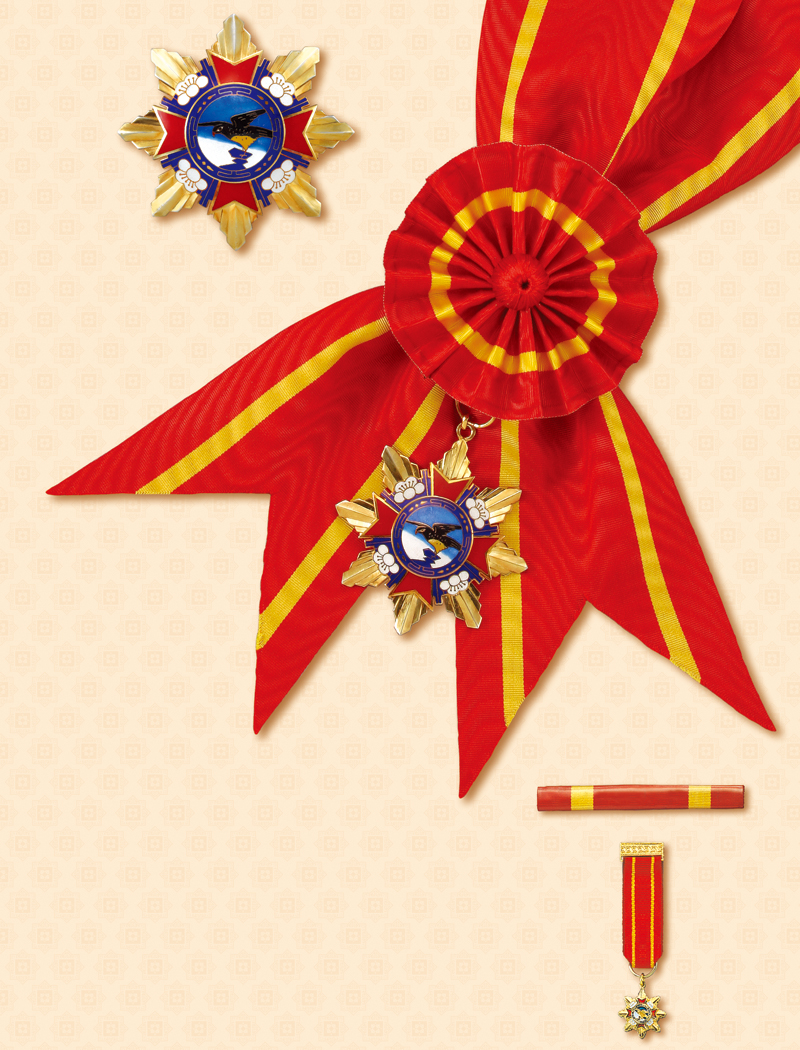
Ordens beteckningar

Orden av nationella hedern (kinesiska: 國光勳章; pinyin: guóguāng xūnzhāng) är den näst högsta militärutmärkelsen i republiken Kinas (Taiwans) väpnade styrkor som delas till officerare. Orden har grundats år 1937.